# 삼영에스앤씨
삼영에스앤씨(Samyoung S&C Co. Ltd.)는 대한민국의 온습도센서 기업이다. 본사는 경기도 성남시 중원구 둔촌대로 446에 위치해 있다. 대표이사는 박상익이다. 삼영전자의 자회사이다.

## 제품
고정밀 습도측정기술인 칠드미러(Chilled-Mirror) 기반의 저노점 트랜스미터 배터리 제조사 및 드라이룸 공조업체 등에 공급한다

## 상장
2021년 5월 21일에 주관사를 미래에셋증권으로 공모가 11,000원에 코스닥 시장에 상장하였다.

## 같이 보기
- 삼영전자

## 참고문헌
1. ↑  삼영에스앤씨, 외산 독점 전기차 센서 개발…배터리소모 대폭 줄인다, 이투데이, 2023년 3월 20일
2. ↑  삼영에스앤씨 "세계 톱5 신규고객사 납품 계약", 뉴스핌, 2023년 10월 24일
3. ↑  작지만 옹골찬 센서업체 ‘삼영에스앤씨’, 바이라인 네트워크, 2022년 9월 7일
4. ↑  박상인, 삼영에스앤씨, 세계최초 '저노점 트랜스미터' 개발 완료...삼성SDI·미국·유럽 등에 공급 시작, 이투데이, 2024년 5월 9일